# Lisa Strausfeld

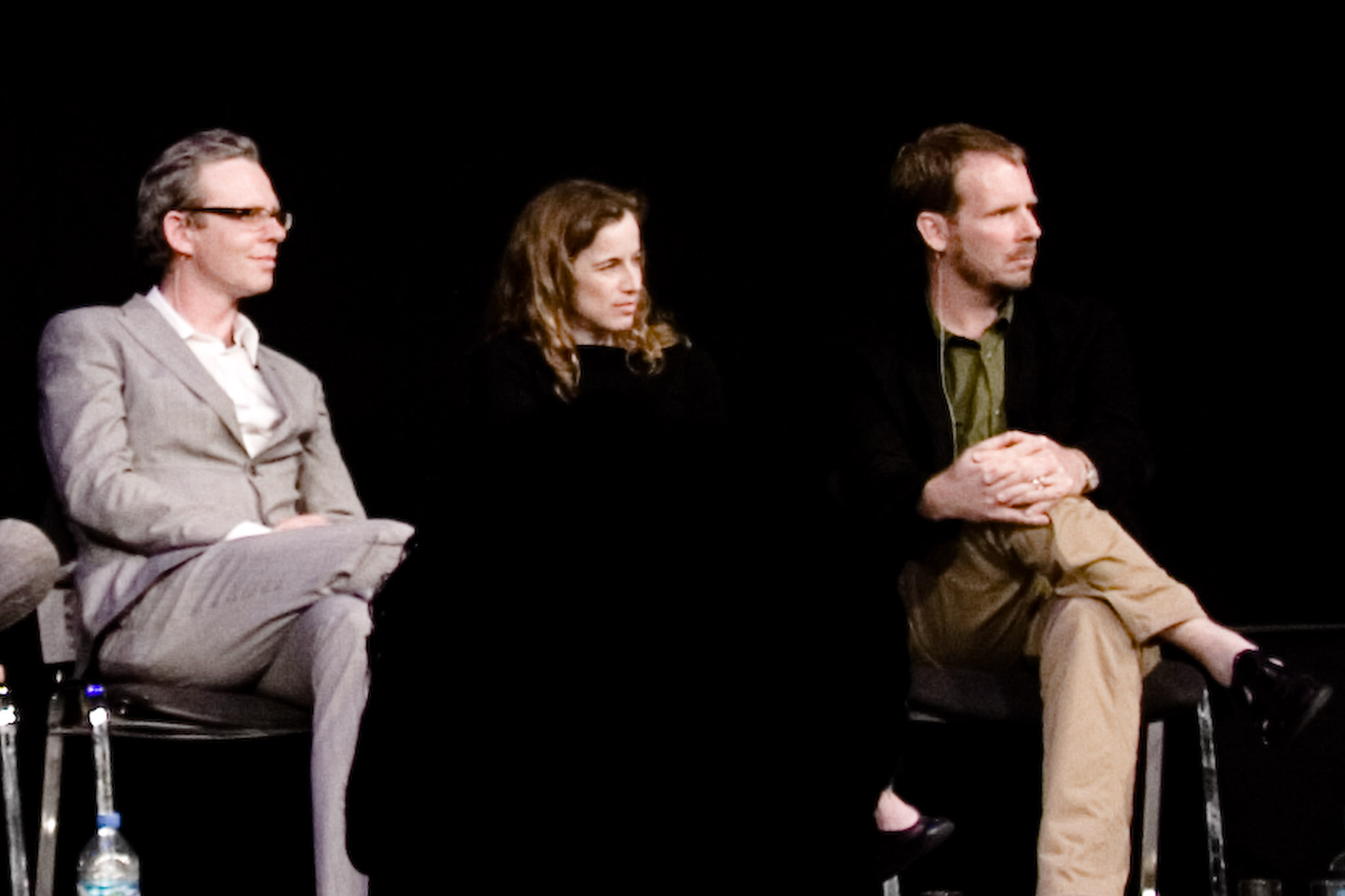
Lisa Strausfeld bei einem A&AD Meeting von Pentagram

Lisa Strausfeld (* 1964 in New Jersey, USA) ist eine US-amerikanische Informationsarchitektin, Datenvisualisierungsunternehmerin und Geschäftsführerin von Informationart.

## Biografie
Strausfeld studierte an der Brown University Kunstgeschichte und Informatik, anschließend schloss sie ein Architekturstudium an der Harvard University und ein Studium in Media Arts and Sciences am Massachusetts Institute of Technology (MIT) ab. Sie wurde dort Assistentin am von Muriel Cooper gegründeten Visible Language Workshop des Media Lab, wo sie Methoden zur Vermittlung und Verarbeitung komplexer Informationen untersuchte und entwickelte. Dieses Interesse konnte sie in der 1996 mitbegründeten Softwarefirma Perspecta ausbauen. Dort entstanden Visual User Interfaces, die beim Umgang und der Organisation großer Informationsmengen helfen sollten. Als die Firma an Excite@Home verkauft wurde, wechselte Strausfeld zur Online-Unterhaltungsfirma Quokka Sports. 2002 wurde sie Partnerin bei Pentagram – bislang die einzige weibliche neben Paula Scher. Strausfeld lehrt an der Yale University und an der Tisch School of the Arts (New York University).

## Werke
Strausfeld arbeitet häufig in Zusammenarbeit mit anderen Firmen, sowohl an der Entwicklung von Software und Webseiten als auch komplexen Installationen. Darüber hinaus visualisiert sie regelmäßig Informationen für die New York Times. Ihre Arbeiten werden häufig auch außerhalb der Designszene besprochen, da sie wie etwa das Design von ›Sugar‹, dem Graphical User Interface für ›One Laptop per Child‹, oder die Webseitengestaltung für das Markt- und Meinungsforschungsinstitut Gallup eine politisch-gesellschaftliche Dimension haben. 2008 waren ihre Arbeiten Teil der Ausstellung ›Design and the Elastic Mind‹ im Museum of Modern Art (MoMA).
2018 arbeitete Strausfeld mit Glowbox, einem Designstudio in Portland, Oregon, zusammen, um einen Virtual-Reality-Prototyp zu entwickeln, der eine dreidimensionale Zeitleiste der Frauengeschichte darstellt, basierend auf The New Historia, einem frauengeschichtlichen Projekt von Gina Luria Walker an der New School, wo Strausfeld als Senior Research Fellow tätig ist.

## Veröffentlichungen (Auswahl)
- Financial Viewpoints: using point-of-view to enable understanding of information. In: Conference companion on Human factors in computing systems. ACM, 1995. (englisch)
- mit Earl Rennison: The Millennium Project: Constructing a dynamic 3+ D virtual environment for exploring geographically, temporally and categorically organized historical information. In: Spatial Information Theory A Theoretical Basis for GIS. Springer Berlin Heidelberg, 1995. 69-91. (englisch)

## Patente
- mit D. M. Horowitz, E. F. Rennison, J. W. Ruffles: U.S. Patent No. 6,122,647. Washington, DC: U.S. Patent and Trademark Office, 2000
- mit D. M. Horowitz, E. F. Rennison: Immersive movement-based interaction with large complex information structures. U.S. Patent No. 6,154,213., 2000.

## Auszeichnungen
- 6-fache Preisträgerin des International Design Excellence Award (IDEA)
- 2007: Cutting Edge Designer der Businessweek
- 2010: National Design Award für Interaktives Design[4]
- Feature in der Reihe ›Masters of Design‹ auf www.fastcompany.com[5]